# Datenbankherstellerrecht
Das Datenbankherstellerrecht (auch sui-generis-Recht für Datenbanken) ist ein Recht zum Schutz von Investitionen in Datenbankwerke. Es beruht auf der Datenbankrichtlinie 96/9/EG und wurde in Deutschland zum 1. Januar 1998 durch das Informations- und Kommunikationsdienste-Gesetz (IuKDG) in nationales Recht umgesetzt. Es ist im sechsten Abschnitt des zweiten Teils des UrhG, §§ 87a-e UrhG geregelt.

## Schutzzweck
Das Datenbankherstellerrecht bezweckt den Schutz von Investitionen in Datenbanken. Das Schutzbedürfnis von Datenbanken hat sich im digitalen Zeitalter erhöht, da es immer einfacher wird, Daten in großem Umfang zu kopieren. Das Datenbankherstellerrecht soll verhindern, dass Investitionen in nicht kreative Datenbanken von Wettbewerbern ohne Rechtsverstoß abgeschöpft werden können. Dadurch sollen Investitionen in das Sammeln von Daten gefördert werden.

## Schutzvoraussetzungen und Schutzgegenstand
Der Schutz entsteht, wenn eine Datenbank vorliegt und wenn die Beschaffung, Überprüfung oder Darstellung der Daten auf einer wesentlichen Investition beruht. Eine Datenbank ist eine Sammlung von Werken, Daten oder anderen unabhängigen Elementen, die systematisch oder methodisch angeordnet und einzeln mit Hilfe elektronischer Mittel oder auf andere Weise zugänglich sind. Die Datenbank ist nicht gegen jede Eingriffshandlung geschützt, sondern nur gegen die Entnahme und Weiterverwendung wesentlicher Teile. Wer beispielsweise aus einer fremden Datenbank Kartenmaterial im Wege des Framing Kartenausschnitte verwendet, ohne hierfür eine gültige Lizenz zu besitzen, haftet auf Schadensersatz.

## Kritik
Teilweise wird behauptet, das Datenbankherstellerrecht habe seine wettbewerbspolitische Zielsetzung der Förderung von Investitionen in Datenbanken verfehlt. Dies bestätigte die EU in den 2010er Jahren in einem Evaluation-Report.